# Мост (уметност)
Мост је немачка група уметника експресионизма. Мост су 1905. у Дрездену основали Ернст Лудвиг Кирхнер, Карл Шмит Ротлуф и Ерих Хекел као студенти архитектуре на дрезденској Високој техничкој школи са циљем да превазиђу традиционално сликарство. Касније су групи пришли сликари Макс Пехштајн, Ото Милер, Емил Нолде и Кес ван Донген. Назив су узели из реченице Ничеовог дела Тако је говорио Заратустра: „Човека чини великим што је мост а не циљ.“
Године 1911. група се преселила у Берлин. Главне теме уметника ове групе биле су пејзажи и човек, при чему је осим оног што је лепо свесно желело да се прикаже оно што је ружно и табуизирано. Били су под снажним утицајем сликања Пола Гогена и Едварда Мунка, а што се тиче бија под утицајем Винсента ван Гога и фовиста. Напуштајући академизам као и импресионизам трагали су за новим средствима изражавања која су такође делимично узимали из ваневропске уметности (примитивне уметности). Пријемчивошћу површине, прављењем грубљих облика и отуђењем боје и простор уметници су покушавали да у први план ставе психичке аспекте својих слика. Пошто су заједно радили у атељеу, стварали су у веома сличном стилу. Значајно подручје уметности ове групе, поред сликарства, била је и штампана графика. При томе су предност давали дрворезу. Удружење се распало 1913. године.